# Ferrocarril de Brístol y Exeter
El Ferrocarril de Brístol y Exeter (nombre original en inglés: Bristol & Exeter Railway, B&ER) fue una compañía ferroviaria inglesa formada para conectar Bristol y Exeter. Fue construido con vía de gran ancho, y su ingeniero fue Isambard Kingdom Brunel. Se abrió por etapas entre 1841 y 1844. Se alió con el Great Western Railway (GWR), que estaba construyendo su línea principal entre Londres y Brístol, y con el tiempo formó parte de una ruta directa entre Londres y Cornualles.
Estuvo involucrado en la guerra del ancho de vía, un intento prolongado y costoso de asegurar su zona de influencia contra otras compañías rivales apoyadas por el Ferrocarril de Londres y del Suroeste (LSWR) que usaba una vía de menor anchura, que posteriormente se convertiría en la "vía estándar".
Al principio, contrató al GWR para que operase en la línea, evitando el gasto de adquirir locomotoras, pero después de que expiró ese acuerdo en 1849, el B&ER explotó su propia línea. Con el fin de incrementar el volumen del tráfico sobre sus vías, acometió la apertura de varios ramales dentro del área general a la que servía: a Clevedon, Cheddar, Wells, Weston-super-Mare, Chard, Yeovil y Tiverton.
La compañía alcanzó el éxito financiero, pero se fusionó con el GWR en 1876, dando origen al "Great Western Railway".

## Historia

### Formación y construcción
El Great Western Railway (GWR) obtuvo su Ley de autorización del Parlamento en 1835, para construir su línea entre Londres y Brístol. Los comerciantes de Brístol estaban ansiosos por asegurar una ruta ferroviaria a Exeter, un importante centro comercial y un puerto en el Canal de la Mancha, facilitando las conexiones marítimas con la Europa continental. Promocionaron el "Ferrocarril de Brístol y Exeter" y cuando emitieron su propuesta el 1 de octubre de 1835, tuvieron pocas dificultades para obtener suscripciones para el plan de 1.500.000 libras esterlinas.
Isambard Kingdom Brunel (responsable del GWR) también fue nombrado ingeniero de la nueva compañía, y su asistente William Gravatt inspeccionó la ruta, lo que llevó a la presentación de un proyecto de ley parlamentario para la sesión de 1836. El proyecto de ley tuvo una aprobación fácil y se promulgó el 19 de mayo de 1836. La ley no especificaba el ancho de vía, y se autorizaron ramales a Bridgwater y a Tiverton. A pesar de la aparente conexión familiar con el vecino GWR, ninguno de los directores del B&ER era también director del GWR en ese momento. Por aquel entonces, el GWR todavía estaba en construcción.
La euforia inicial se convirtió en una gran dificultad para recaudar fondos para la construcción. 4.000 de las 15.000 acciones suscritas fueron confiscadas por falta de pago antes de la construcción de la línea. Se firmó un contrato para la primera parte de la línea, desde una terminal temporal en Pylle Hill, al oeste de New Cut (un brazo del río Avon). La posición mejoró un poco en 1838 y, de hecho, la Compañía obtuvo poderes parlamentarios para cuatro ramales cortos, de los que solo se construyó uno, hasta Weston-super-Mare.
No fue hasta el 5 de marzo de 1839 cuando la Compañía adoptó la vía de gran ancho, tras haber observado los resultados prácticos de su uso en el GWR.
En el otoño de 1839, los directores informaron a la junta semestral de accionistas que se planeaba dar prioridad a la formación de la línea desde la Estación de Temple Meads en Brístol (donde se conectaría con el GWR), hasta Bridgwater, Somerset, para generar algunos ingresos. Se encargaron cinco locomotoras a Sharp, Roberts & Co para este propósito.
A finales de 1839, los directores habían decidido evitar el desembolso de capital llegando a acuerdos con el GWR, ya en funcionamiento, para que la línea fuera operada por ellos. En ese momento, tres directores también eran directores del GWR, y la alianza comenzó a fortalecerse. La propuesta de arrendar la línea al GWR fue ratificada por los accionistas en una reunión especial en septiembre de 1841. El arrendamiento debía comenzar con la apertura de una línea con vía doble desde Brístol a Bridgwater y Weston-super-Mare, con un alquiler de 30.000 libras esterlinas anuales y un peaje de un farthing por pasajero-milla y por tonelada-milla de mercancías y carbón (pero sin peaje para correos, paquetes, caballos, carruajes o ganado). El alquiler aumentaría proporcionalmente con el progreso de la línea y el contrato de arrendamiento permanecería en vigor durante cinco años después de la finalización de la línea a Exeter.

### Apertura de la línea principal
La primera sección de la línea se abrió entre Brístol y Bridgwater el 14 de junio de 1841, justo antes de que el GWR completase su línea de Londres a Brístol. Tenía una longitud de 33+1/2 de milla (53,9 km) y doble vía, con un ramal de 1+1/2 de milla (2,4 km) de una sola vía a Weston-super-Mare. No había estación del B&ER en Brístol. Se utilizó un andén de madera provisional en la Estación de Bristol Temple Meads del GWR y, como estaba orientada para recibir los trenes procedentes de Londres, era necesario que los trenes realizaran un movimiento de retroceso para llegar al punto de convergencia de la línea del GWR para alcanzar la línea de conexión con el B&ER.
Las estaciones de apertura fueron Nailsea, Clevedon Road, Banwell, Weston Junction, Highbridge y Bridgwater en la línea principal, mientras que Weston-super-Mare era la única estación del ramal correspondiente, que funcionaba con tranvías tirados por caballos. (el cambio de nombre posterior de las estaciones se enumera a continuación).
En 1841 la financiación era un poco más fácil de conseguir, y se firmaron contratos para completar la línea, que se abrió desde Bridgwater en etapas sucesivas:
- Bridgwater a Taunton el 1 de julio de 1842.
- Taunton a Beam Bridge (en Exeter Turnpike) el 1 de mayo de 1843. Beam Bridge fue una parada durante un tiempo, cancelada cuando se abrió la sección hacia Exeter.
- Beam Bridge a Exeter el 1 de mayo de 1844. La estación de Exeter estaba en el lugar ahora conocido como Estación de Exeter St Davids.

La apertura hasta Exeter completó la línea principal del B&ER, y con el GWR formó una línea de vía ancha combinada de Londres a Exeter con un kilometraje de 194 millas, mucho más que cualquier otra línea en ese momento. Los directores pudieron informar que toda la construcción se había llevado a cabo por los 2 millones de libras esterlinas originalmente autorizados, "una experiencia muy inusual en esos días".
El 4 de julio de 1844, el Ferrocarril del Sur de Devon obtuvo su Ley de autorización del Parlamento: la vía de gran ancho pronto sería continua desde Londres hasta Plymouth.

### Guerra de anchos de vía: una ruta duplicada a Exeter
La compañía rival, el Ferrocarril de Londres y del Suroeste (LSWR), tenía su línea principal de Londres a Southampton y planeaba extenderse a Exeter, pero GWR quiso evitarlo mediante la promoción de sus propias líneas en la región. En este período, el Parlamento consideró que bastaba una única línea para dar servicio a un área en particular y, naturalmente, cada empresa deseaba que se autorizaran las líneas de sus propios aliados. El LSWR era un ferrocarril con una vía de menor ancho (posteriormente denominada "vía estándar") y el GWR y el B&ER eran líneas con "vías de gran ancho". La intensa rivalidad para asegurar la primacía en el territorio se denominó la guerra del ancho de vía.
En 1845, el GWR promovió el Ferrocarril de Wilts, Somerset y Weymouth (WS&WR). El GWR lo vio como el comienzo de una línea a Exeter para excluir la propuesta del LSWR, y como esto dañaría la posición del B&ER, el GWR ofreció comprar el B&ER, cuya vía ya estaba arrendando. Esta propuesta se sometió a una asamblea de accionistas del B&ER, y fue rechazada por una mayoría considerable.
Sintiendo que no se había actuado de buena fe, el GWR ahora promovió una versión modificada del proyecto del Ferrocarril de Wilts, Somerset & Weymouth, y una línea que se denominó Exeter Great Western, de Yeovil a Exeter a través de Crewkerne y Axminster.
Los directivos del B&ER se sintieron abandonados por el consejo del GWR. Brunel vio que su puesto como ingeniero de ambas empresas quedaba comprometido, y renunció al B&ER a finales de septiembre de 1846, siendo sucedido por Charles Hutton Gregory.
El B&ER naturalmente se opuso a estos planes, uniéndose al LSWR para ello, y en la sesión parlamentaria de 1846 la solicitud del GWR fue rechazada. La propuesta del Exeter Great Western se presentó nuevamente en la sesión de 1847, y el B&ER nuevamente se opuso al proyecto, promoviendo un ramal desde Durston (al este de Taunton) a Castle Cary (en el WS&WR). El plan del Exeter Great Western fue nuevamente rechazado, pero se aprobó la línea del B&ER a Castle Cary. Sin embargo, por entonces se había producido el colapso financiero que siguió a la "fiebre ferroviaria", y el B&ER nunca llevó adelante este proyecto.
El LSWR también había tenido dificultades para construir su propuesta de línea a Exeter y, continuando la lucha por excluir a la compañía de vía de ancho estándar, el GWR y el B&ER promovieron conjuntamente una línea en 1852 desde Maiden Newton en la línea del WS&WR (que aún no estaba lista) a través de Axminster para unirse al B&ER en Stoke Canon. Esta línea se llamaría "Ferrocarril de Devon y Dorset", y el viaje de Londres a Exeter sería unas diez millas más largo que por la línea existente a través de Brístol.
Este plan se presentó en el Parlamento en la sesión de 1853 y se convirtió en parte de una amarga lucha por la llamada "línea de la costa": los trenes del LSWR llegaban hasta Dorchester, y la compañía propuso su propia línea. En Comisión comparecieron testigos a favor y en contra de las respectivas líneas, pero el B&ER estuvo ausente. La línea de vía ancha propuesta fue rechazada el 30 de junio.

### Guerra de ancho de vía: la línea a Crediton y el LSWR
En 1845, una ley del Parlamento autorizó el Ferrocarril de Exeter y Crediton (E&CR), una línea de seis millas (10 km) desde Cowley Bridge, a poca distancia al norte de Exeter. Ya se había autorizado un ferrocarril en el Norte de Devon: el Ferrocarril de Taw Vale y Dock, una línea corta que pasaba por Barnstaple. Poco se había hecho allí hasta 1845, cuando los propietarios obtuvieron autorización para recuperar sus poderes y construir la línea; esperaban vender su empresa, ahora llamada "Ferrocarril de Extensión de Taw Vale" (TVER), a otra empresa, el "Ferrocarril de Devon Norte", que tenía la intención de solicitar su acta para construir una línea de Barnstaple a Crediton en 1846.
Mientras tanto, se presentaron propuestas en competencia a la sesión del Parlamento de 1846 para que los ferrocarriles conectaran Barnstaple a la red. El B&ER deseaba hacer una línea desde su (propuesta) estación de Tiverton, pero eso fue rechazado a favor del Ferrocarril de Extensión de Taw Vale y Dock Company, desde Barnstaple para unirse a la línea de Exeter y Crediton en Crediton. Este plan fue apoyado por el Ferrocarril de Londres y del Suroeste (LSWR), que aspiraba a expandirse hacia Devon.
Se esperaba que la línea de Exeter y Crediton y la línea de Devon Norte se construyeran en vía de gran ancho y, naturalmente, cayeran en el campo del B&ER, hasta el punto de que los términos del arrendamiento habían sido acordados provisionalmente. Sin embargo, el Ferrocarril de Londres y del Suroeste (LSWR) tenía planes para utilizar la línea de Devon Norte y alentó las relaciones amistosas con ambas empresas. En una junta de accionistas del E&CR celebrada el 11 de enero de 1847 se rechazó el acuerdo de arrendamiento provisional, seguido por el rechazo del contrato de arrendamiento del TVER. Los accionistas negociaron y ratificaron arrendamientos más favorables, suscritos a favor del LSWR en enero y febrero de 1847. El B&ER había perdido el control de la línea de Crediton y Barnstaple.
J.W. Buller, directivo del B&ER, también era presidente de la junta del E&CR y, a pesar de la opinión contraria de muchos accionistas, intentó mantener al E&CR dentro del ámbito del B&ER, y firmó personalmente el 7 de abril de 1847 un contrato de dos años con George Hennett para trabajar en la línea. Sin embargo, en una Asamblea General Extraordinaria celebrada el 12 de abril de 1847, Buller y otros tres directores del B&ER fueron destituidos de sus cargos en medio de una considerable crispación.
El E&CR se había construido en vía ancha y, cuando los ánimos se calmaron, se acordó un contrato de arrendamiento en febrero de 1851, por el que el B&ER trabajaría en la línea e instalaría la conexión con su propia línea en Cowley Bridge. Estos trabajos se realizarían a cargo del E&CR, que el 12 de mayo de 1851 abrió lo que por el momento era un ramal del B&ER.
El 19 de julio de 1860, el Ferrocarril de Londres y del Suroeste (LSWR) finalmente llegó a Exeter, después de una larga batalla entre compañías rivales. Tenía su propia estación, Queen Street, en una ubicación más central que la estación del B&ER y era mucho más alta. Ya tenían intereses en los ferrocarriles al oeste de la línea del B&ER, y los pensamientos anteriores se habían dirigido a una línea independiente que cruzara el trazado del B&ER para llegar a Crediton, pero prevaleció un consejo más prudente y se llegó a un acuerdo con el B&ER. Tras llegarse a un acuerdo, se obtuvo la autorización parlamentaria para construir una línea de conexión que descendiera desde la estación del LSWR hasta St Davids, y la adición de rieles en ancho estándar a la línea desde allí hasta Crediton. El servicio del LSWR comenzó el 1 de febrero de 1862.
La estación de Exeter (St Davids) se había construido con una disposición de un solo lado, con secciones separadas para cada trayecto. El aumento del tráfico y la llegada de trenes del LSWR hizo que fuera muy difícil de operar, y en 1862 se iniciaron los trabajos para disponer de una nueva estación dispuesta convencionalmente, que se inauguró en julio de 1864. La estación de Taunton recibió el tratamiento correspondiente en agosto de 1868. En Weston-super-Mare, la terminal se modernizó y amplió, y el ramal se duplicó en 1866. En Brístol, el proyecto fue mucho más difícil; el trabajo comenzó en marzo de 1871 pero no se completó hasta el 1 de enero de 1878. Después de la fusión del B&ER y del GWR, la nueva estación se compartió con el Ferrocarril Midland.

### Operación independiente

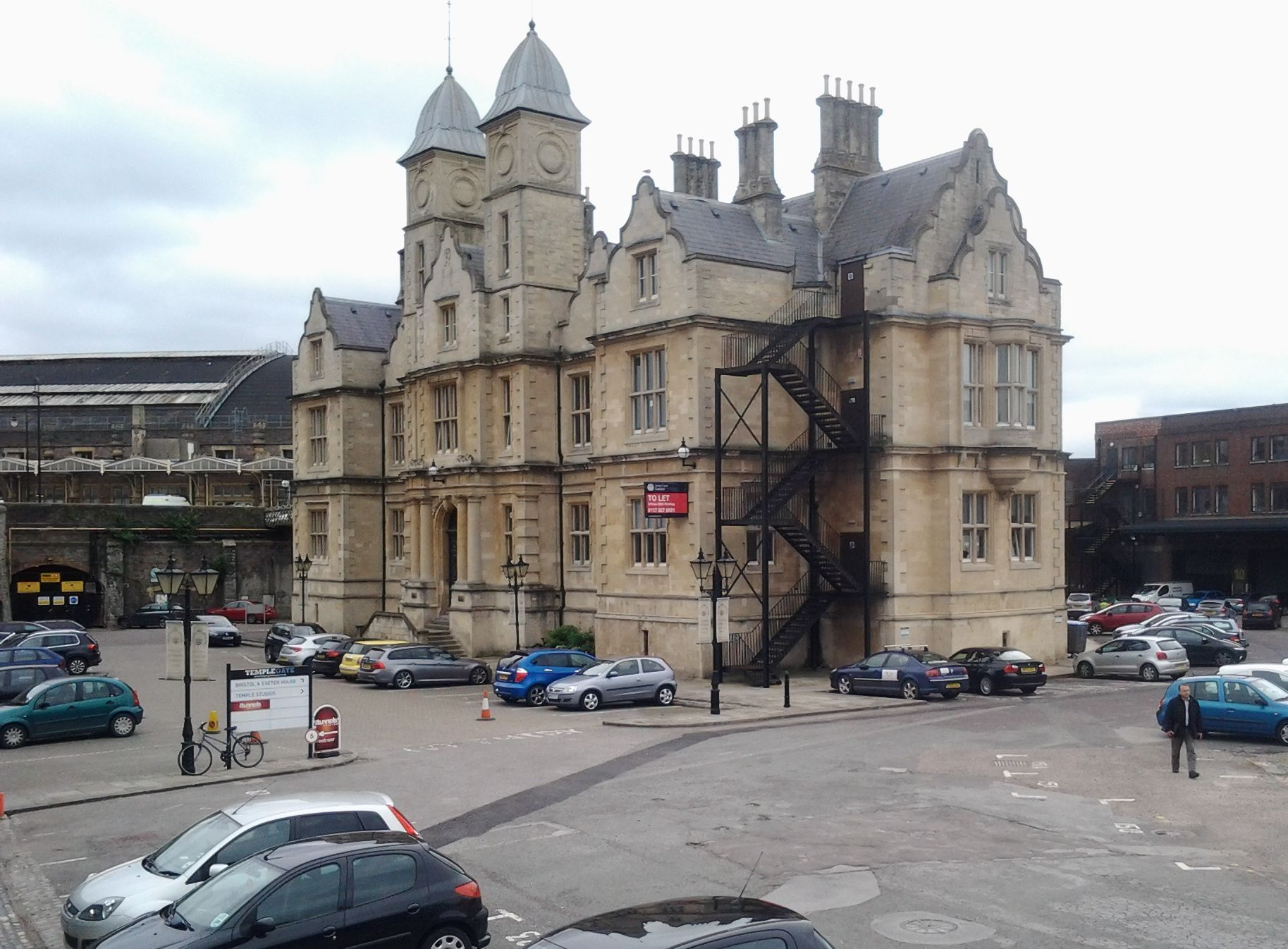
El edificio del B&E en Temple Meads, Brístol

El Ferrocarril de Bristol y Exeter fue un éxito financiero considerable, y entre 1844 y 1874 pagó un dividendo anual promedio del 4,5%.
Como ya se ha comentado, la compañía del Ferrocarril de Brístol & Exeter se hizo cargo del funcionamiento de su línea en 1849, y las dos compañías, el B&ER y el GWR, eran completamente independientes, a pesar de utilizar trenes de pasajeros operados con material rodante compartido, y una vez más, no tenían un director común.
J. B. Badham fue nombrado secretario y superintendente general y, después de un mal comienzo, James Cresswell Wall fue nombrado superintendente de tráfico y pasó a ser agente jefe de mercancías el 1 de enero de 1855. Henry Dykes lo sucedió como Superintendente de Tráfico. C.H. Gregory permaneció como ingeniero jefe hasta que se eliminó el puesto en junio de 1851. En junio de 1850, James Pearson se hizo cargo del departamento de locomotoras. Al principio, sus talleres estaban en Exeter, pero se trasladaron a Brístol a finales de 1851. En ese momento también se habilitaron amplias instalaciones de mercancías, así como un techo para el "andén exprés" de Brístol, lo que le valió el apodo local de el establo.
Ahora que se ingresaba dinero, y en previsión de una operación independiente, la Compañía había construido una fábrica de vagones y hornos de coque en Bridgwater. George Hennet había dispuesto allí una instalación para fundir tuberías mediante un sistema neumático junto a las vías del Ferrocarril del Sur de Devon, y el Ferrocarril de Bristol y Exeter simplemente amplió sus obras. El nombre de Hennet siguió vinculado a Bridgwater durante muchos años y fue responsable de producir numerosos vagones para varias empresas ferroviarias.
En 1852, la Compañía instaló el telégrafo eléctrico en toda su línea principal, en ese momento una inversión notablemente progresiva. Fue el primer ferrocarril británico importante en operar el sistema de bloqueo de señales.
En 1852, la empresa inició la construcción de un hermoso edificio de oficinas centrales en Temple Meads, diseñado por Samuel Fripp e inaugurado en 1854.

### Ramales y rutas subsidiarias

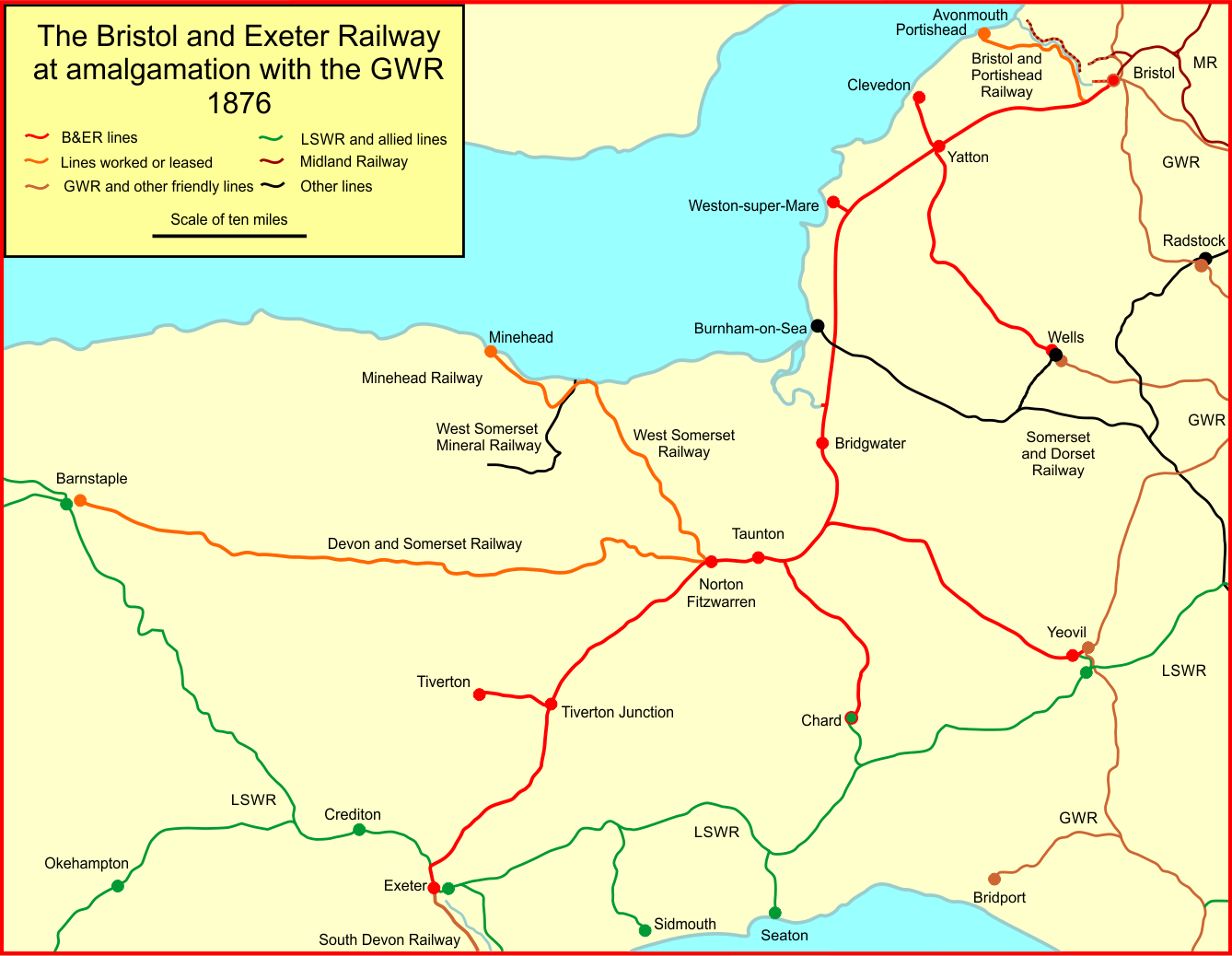
Mapa de la red del B&ER el 1 de enero de 1876

A principios de 1844, con la línea principal casi completa, el B&ER promovió un ramal desde cerca de Taunton hasta Yeovil y Weymouth. Al mismo tiempo, el GWR decidió promover varios ramales de su línea principal y, durante el transcurso de 1844, se inició la construcción de una línea desde cerca de Chippenham hasta Yeovil y Weymouth, que se convirtió en el Ferrocarril de Wilts, Somerset y Weymouth. Por su parte, el B&ER acortó la longitud de su ramal inicialmente previsto, que solo llegó hasta Yeovil.
En la sesión parlamentaria de 1845, el B&ER obtuvo la autorización para el ramal de Yeovil, ramales a Clevedon y Tiverton, y una línea de cruce directo en Bristol que conectaba su línea con el GWR. A principios del mismo año, la Compañía había construido por fin su propia terminal de Brístol (autorizada en el Acta original), pero que quedaba en ángulo recto con respecto a la estación del GWR. La línea de conexión se dotó de un tramo en variante mediante un arco que pasaba por alto ambas estaciones de Brístol, en el que se construyó un "andén exprés" para permitir que los trenes de pasajeros hicieran una parada en esta estación. Los trenes en ambos sentidos utilizaban el mismo único andén. El ramal de Tiverton resultó especialmente conflictivo, debido a la decidida oposición del canal Grand Western, que preveía el fin de sus ingresos. Una vez vencida la oposición parlamentaria, la Compañía del Canal puso todos los obstáculos a su alcance para evitar la construcción del cruce del ferrocarril.
El ramal de Clevedon (con una longitud de 3+1/2 de milla (5,6 km)), rebautizado como Yatton, se abrió al tráfico el 28 de julio de 1847, y el ramal de Tiverton Road, rebautizado como Tiverton Junction, abrió el 12 de junio de 1848. El ramal de Tiverton pasó por debajo del Canal Grand Western, para lo que Brunel construyó el acueducto de Halberton, que permitía el paso del canal sobre la nueva línea férrea.
También se inició el trabajo en el ramal de Yeovil desde Durston, pero debido al nuevo compromiso de gasto en material rodante, su apertura se retrasó varios años. El trabajo se reanudó en 1852 y siguió adelante. La línea completa hasta la estación de Yeovil en Hendford se abrió a los pasajeros el 1 de octubre de 1853 y a las mercancías el 26 de octubre de 1853. Con el acercamiento de la Línea de Wilts, Somerset y Weymouth al GWR, el ramal del B&ER se extendió desde Hendford a través de Yeovil hasta la estación del GWR en Pen Mill. Esta extensión se inauguró el 2 de febrero de 1857, el mismo día que la línea del GWR de Frome a Yeovil.
El Ferrocarril de Somerset Oeste fue autorizado en 1857 para tender una línea desde el B&ER al oeste de Taunton hasta Watchet, donde había un pequeño puerto. Hubo serias dificultades para reunir el capital necesario (140.000 libras esterlinas) y la línea finalmente se abrió el 31 de marzo de 1862 para los pasajeros, mientras que el tráfico de mercancías se inició a partir de agosto de 1862. La línea fue arrendada al B&ER a perpetuidad. El Ferrocarril de West Somerset se extendió a Minehead por el Ferrocarril de Minehead, que se inauguró como una línea única de vía ancha el 16 de julio de 1874, explotada por el B&ER.
El 17 de junio de 1852 se autorizó el Ferrocarril Somerset Central. Era aliado del B&ER, que le había suscrito un capital considerable. Debía construirse desde Highbridge Wharf, cruzar la línea principal del B&ER allí, y seguir hasta Glastonbury, principalmente en la ruta del canal de Glastonbury. Era una plataforma de una sola vía de gran ancho con una longitud de 12+1/2 de milla (20,1 km). Cuando se inauguró el 28 de agosto de 1854, se arrendó al B&ER por un período de siete años. Mientras el contrato de arrendamiento estuvo vigente, se extendió a Burnham-on-Sea en el extremo noroeste (el 3 de mayo de 1858) y a Wells en el extremo sureste (el 15 de marzo de 1859), lo que extendió sus vías a 19+1/4 de milla (31,0 km) en total.
En 1856 se había obtenido la autorización para extender a Bruton el GWR; el Ferrocarril Central de Dorset, una línea de vía estándar, también obtuvo un acta que le daba la potestad de unirse al Ferrocarril Somerset Central cerca de Bruton. El 3 de febrero de 1862 se completaron las vías, y el Somerset Central comenzó a operar toda la línea en ancho estándar. En agosto de 1862, las dos líneas se unieron para formar el Ferrocarril de Somerset y Dorset. El cruce con el GWR nunca se construyó y toda la línea se desligó de cualquier vinculación con el B&ER.
El Ferrocarril de Chard y Taunton obtuvo su autorización en 1861, pero no pudo reunir el capital necesario para realizar el proyecto; el B&ER asumió sus poderes y abrió el ramal de vía única a los pasajeros el 11 de septiembre de 1866 y a las mercancías en marzo de 1867. La estación de Chard se unió al LSWR, que tenía un ramal de su línea principal en Chard Junction.
El ramal de Portishead fue construido por la Compañía de Ferrocarril y Diques de Brístol y Portishead, siendo inaugurado el 18 de abril de 1867. El B&ER ya estaba funcionando allí, pero la empresa lo mantuvo como parte de su negocio de construcción. Era una sola vía de gran ancho.
El Ferrocarril de Somerset y Dorset propuso una línea de Yatton a Wells al oponerse a un plan del B&ER para un ramal a Wells; mediante negociación, el B&ER se hizo cargo del proyecto de Yatton a Wells, y la línea de vía ancha se abrió el 3 de agosto de 1869 hasta Cheddar y se extendió a una estación en Tucker Street en Wells el 5 de abril de 1870. La nueva línea realizó una conexión física con el Ferrocarril de Somerset y Dorset allí, pero por cuestiones de seguridad se prohibió que los pasajeros transbordaran a la línea del GWR hacia el sur. El desarrollo de este asunto se comenta en el artículo sobre la Línea de Cheddar Valley.
El Ferrocarril de  Devon y Somerset obtuvo autorización para construir desde Watchet Junction (más tarde Norton Fitzwarren) hasta Barnstaple, en 1864. La empresa encontró grandes dificultades para recaudar la financiación necesaria, pero abrió un tramo hasta Wiveliscombe el 8 de junio de 1871, operando el trayecto hasta el 1 de noviembre de 1873. La plataforma constaba de vía sencilla de gran ancho, con fuertes pendientes. Fue arrendada al B&ER por la mitad de los ingresos brutos.
El 11 de marzo de 1872 se abrió una línea corta llamada Ferrocarril del Puerto de Brístol, que discurría desde el cruce del B&ER con el GWR en Temple Meads hasta el puerto flotante de Brístol. Tenía una longitud de 3/4 de milla (1,2 km) e incluía un túnel, un viaducto largo y un puente móvil. Fue construido por el GWR y el B&ER conjuntamente, y la Corporación de Brístol llevó a cabo mucho trabajo en el puerto. Era de vía única y de ancho mixto, aunque ni el GWR ni el B&ER tenían vías de ancho estándar en la zona. Pronto se decidió ampliar la línea a Wapping Wharf, donde había más espacio disponible, lo que se autorizó en 1873, pero la apertura tuvo lugar después de la fusión entre el GWR y el B&ER.

### Reducción del ancho de vía
Aparte de las secciones del LSWR en Exeter y Yeovil, el B&ER había sido exclusivamente de vía ancha. En 1866, el Ferrocarril de Somerset y Dorset (S&DR) propuso construir un ramal a Bridgwater desde su propia línea. Para evitar esta intrusión, el B&ER se comprometió a colocar rieles de vía estrecha en su línea desde Highbridge, donde se conectaba el S&DR, hasta Bridgwater Quay, y de allí a Yeovil a través de Durston (donde los trenes retrocedían). Se adquirió material rodante de pasajeros y mercancías de ancho estándar y, con las obras de la vía, la construcción costó 125.000 libras esterlinas. Un tren de mercancías diario de ancho estándar del B&ER funcionó desde noviembre de 1867, y después de la resolución de las dificultades de autorización con el LSWR, algunos trenes de pasajeros de vía estándar circularon desde Yeovil Pen Mill hasta Durston, con algunas extensiones hasta Highbridge. Sin embargo, el volumen de tráfico fue muy decepcionante y cinco de las ocho locomotoras compradas para explotar la línea se transformaron a vía ancha en 1871.
En 1859, el B&ER se hizo cargo de la Bridgwater Corporation, que explotaba un tranvía de caballos entre su estación y el muelle. Habiendo adquirido el canal de Bridgwater y Taunton, el B&ER era dueño del muelle del canal, por lo que decidió transformar el tranvía para adaptarlo al paso de locomotoras, y lo extendió hasta el muelle. Se inauguró como vía mixta en noviembre de 1867. En marzo de 1871 se encargó un puente de apertura sobre el río Parrett.
En Dunball había existido durante mucho tiempo un muelle al que se traía carbón del sur de Gales para ser enviado a distintos destinos de Devon. El B&ER amplió el muelle primitivo existente allí y le incorporó un ramal de vía mixta, que se inauguró en noviembre de 1869.
Si originalmente la vía ancha había sido una ventaja, la realidad en la década de 1870 fue que la vía de 4 pies 8+1/2 plg (1435,1 mm) se había convertido en la vía "estándar", y más allá del Great Western Railway, la gran mayoría de las líneas la adoptaron. A medida que aumentaba el comercio, esto generó dificultades problemáticas en el punto de unión entre líneas, donde las mercancías tenían que ser transbordadas físicamente entre vagones para su distribución posterior. En julio de 1874, el Ferrocarril de Somerset y Dorset completó su extensión hacia Bath, y los vagones de ancho estándar podían llegar a Exeter y más allá desde las Midlands por esa ruta y el LSWR.
Respondiendo a la realidad, el B&ER comenzó a colocar carriles para vía estándar, es decir, instaló vías de ancho mixto en su línea principal. En febrero de 1875 se informó a los accionistas que la Compañía estaba realizando su instalación en toda la línea principal, lo que implicaría una inversión considerable en material rodante. En 1875 se obtuvo una Ley autorizando esta obra y la captación de capital para costearla, sustituyéndose el ramal por una línea circular en Weston-super-Mare.
El ancho mixto se instaló de Bristol a Taunton el 1 de junio de 1875, lo que permitió acomodar el tráfico de ganado y mercancías pesadas en trenes de vía estándar, y ya se había adaptado el ramal de Weston-super-Mare. La línea a Exeter se completó en noviembre de 1875. La línea de Cheddar Valley (de Yatton a Wells) se "estrechó" (en lugar pasar a ancho "mixto") el 18 de noviembre de 1875. Había planes para transformar el resto del sistema.

## Fusión y etapa posterior
Durante esta época de turbulencias económicas, los directores del ferrocarril decidieron que era necesario realizar una fusión con otra compañía con mayores recursos financieros. Se consideró al Ferrocarril Midland, pero la negociación más significativa se llevó a cabo con el vecino Great Western Railway. Las conversaciones finalizaron rápidamente y las juntas especiales de accionistas ratificaron un contrato de arrendamiento del GWR a partir del 1 de enero de 1876. El GWR debía pagar el 6% sobre el capital social ordinario. La fusión real tuvo lugar el 1 de agosto de 1876. El Ferrocarril del Sur de Devon se fusionó el 1 de febrero de 1876 con el GWR, que pasó a ser dueño de la línea desde Londres hasta Plymouth.
Bajo la propiedad del GWR, se mantuvo el patrón de servicio de los trenes, aunque con algunas variaciones. Sin embargo, hacia finales del siglo XIX se hizo cada vez más patente que la ruta de Londres a Exeter a través de Brístol no era competitiva, y se tomaron medidas para disponer de una ruta más corta, que se construyó por etapas. Por fin, el 20 de mayo de 1906, se abrió la nueva ruta que pasaba por Newbury y Castle Cary, uniéndose a la antigua línea del Ferrocarril de Brístol y Exeter en Cogload Junction, al este de Taunton. La sección de la ruta original entre Brístol y Cogload Junction perdió importancia, ya que la mayoría de los trenes directos se desviaron a la nueva ruta, que era 34 millas (54,7 km) más corta.
El cruce de 1906 en Cogload estaba resuelto a nivel, de forma que el aumento del tráfico comenzó a provocar retrasos. En virtud de la Ley de desarrollo (garantías de préstamos y subvenciones) de 1929, el GWR recibió asistencia financiera del gobierno para realizar obras de mejora y se aprovechó la oportunidad para sustituir el cruce por un paso a distinto nivel. Así, la línea en sentido Bristol se hizo cruzar sobre las vías de Castle Cary mediante un puente de celosía. Se llevaron a cabo otras mejoras en las estaciones y en el diseño entre Taunton y Exeter, incluida la cuadruplicación de la línea entre Taunton y Norton Fitzwarren, la ampliación considerable de ambas estaciones, y la provisión de líneas de desvío de mercancías y un cobertizo de máquinas ampliado en Taunton. Estas mejoras se realizaron progresivamente entre 1931 y 1933.

## Servicios de tren
Los trenes regulares de la línea de Bristol y Exeter no eran especialmente notables, y se presta algo más de atención a los trenes directos entre Londres y Exeter, sobre el GWR y el B&E y, por supuesto, vía Bristol. A pesar de la supuesta superioridad de la vía ancha, las velocidades de los trenes no eran mucho mejores que las de la vía estándar. El parlamento encargó a Lord Dalhousie que formara un comité para analizar la cuestión del ancho de vía, y el informe del comité de enero de 1845 decía: "La velocidad real de los trenes en el Great Western Railway, [lo que implica líneas de gran ancho en la vía general] como se muestra en los horarios publicados y según informes oficiales, no es tan alta como en algunos Ferrocarriles de menor ancho e vía..."
Esto impulsó al GWR y al B&ER a subir de inmediato la velocidad de su mejor tren a Exeter, que completaría las 194 millas (312,2 km) en cinco horas. Este registro pronto se acortó aún más dejándolo en cuatro horas y media, pero el B&ER agregó dos paradas, en Weston Junction y Tiverton Junction, en mayo de 1849, lo que redujo la velocidad del tren en 15 minutos. La sección del B&ER circulaba desde el andén de la Estación de Bristol Express hasta Exeter (87 millas (140 km)) en una hora y 45 minutos en 1846 y en dos horas en 1849.
La velocidad relativamente lenta de los mejores trenes no se consideró un problema hasta que el LSWR puso un tren rápido en su línea, 25 minutos más rápido a Exeter y desde el 1 de marzo de 1862 se puso un tren que tardaba 4 1⁄2 horas; en Bristol, el tren descendente entraba marcha atrás en la terminal del B&ER para detenerse en la estación. Estos trenes eran "de lejos los más rápidos del mundo". Sin embargo, en los años siguientes, los tiempos de recorrido se alargaron una vez más. En 1871, el servicio se aceleró nuevamente a 94 minutos de Bristol a Exeter. "Así, la Bristol and Exeter Company compartió con el Great Western la distinción de operar los trenes más rápidos del mundo. Los trenes ordinarios tardaban tres o cuatro horas.
Las excursiones baratas en el verano eran populares: por 1 chelín y 6 peniques, los excursionistas podían ir de Brístol a Weston y viceversa, y por 1 chelín de Bristol a Cheddar o de Taunton a Watchet. Se instalaron andenes para excursionistas en Bedminster, Weston y Clevedon, aparentemente para separarlos de los pasajeros comunes.
Los billetes de andén, que por supuesto involucraban una parada adicional, existieron desde los primeros días fuera de Brístol y de Exeter, y desde 1870 a ambos lados de Taunton.
La guía Bradshaw de 1850 muestra seis trenes de pasajeros descendentes y siete ascendentes; todos tenían parada en todas las estaciones excepto dos trenes en cada dirección, que probablemente eran trenes desde y hacia Londres. Aunque el mejor tiempo de viaje de Bristol a Exeter (78 millas (125,5 km)) era de dos horas, la mayoría de los trenes requerían hasta 3 1⁄2 horas; puede ser que estos trenes fueran mixtos, empleando un cierto tiempo en las estaciones mientras se maniobraban los vagones de mercancías.

### Después de la fusión
El 20 de julio de 1874, mientras se negociaba la fusión, el Ferrocarril de Somerset Dorset, todavía no fusionado, abrió su extensión a Bath. Era aliado del Ferrocarril Midland (MR) y del LSWR, y se creó una ruta rival desde las Midlands industriales y el norte de Inglaterra hasta Exeter. El 17 de mayo de 1876, el LSWR llegó a Plymouth, utilizando poderes de circulación sobre el Ferrocarril del Sur de Devon (SDR), de forma que la ruta rival podría llevar mercancías a Plymouth.
En julio de 1877 se puso en marcha un nuevo tren expreso de pasajeros entre Londres y Plymouth; fue nombrado "Zulu", uniéndose al existente "Flying Dutchman". Otro expreso de vía ancha, el "Jubilee", se puso en marcha a partir de julio de 1887, pero el número de trenes de pasajeros de vía ancha estaba disminuyendo. Sin embargo, otro expreso de vía ancha, llamado The Cornishman, se inició a partir de junio de 1890. La conversión de vía al oeste de Exeter permitió que los vagones procedentes de Mánchester, Liverpool y Leeds fueran transportados desde Brístol por un nuevo expreso de vía estándar entre Londres y Torquay desde 1892.
Desde el 20 de julio de 1896, una parte del "Cornishman" circuló sin escalas desde Londres a Exeter, a través de la línea de Brístol, operando solo en verano hasta 1899, cuando funcionó durante todo el año. Desde julio de 1904, los expresos sin escalas funcionaron de Londres a Plymouth y viceversa; al principio con poca carga, se los denominó "The Limited", aunque más tarde se les denominó "The Cornish Riviera Express".
La apertura en 1906 de la variante de Castle Cary permitió reducir el tiempo de viaje de estos expresos y, gradualmente, muchos (pero no todos) los trenes de Londres a Plymouth fueron transferidos a la nueva ruta. La sección de Brístol a Taunton del B&ER original perdió gran parte de su importancia, aunque los trenes en la ruta norte y oeste siguieron siendo importantes.
El desarrollo de las vacaciones en las zonas costeras avanzó considerablemente en el siglo XX, y los trenes a Devon y Cornwall estaban especialmente ocupados en el verano, particularmente los sábados. Aunque Londres era el punto de origen dominante, los trenes salían de Wolverhampton y también de Mánchester y Bradford, en muchos casos por la ruta norte y oeste. La popularidad de Minehead e Ilfracombe provocó una especial demanda de viajes a Taunton y Norton Fitzwarren, y las mejoras en el diseño en estos puntos se llevaron a cabo en la década de 1920.
Las dos guerras mundiales forzaron una suspensión del desarrollo del ferrocarril, pero las ciudades de vacaciones adquirieron mayor importancia en tiempos de paz. La mayoría de los trenes hicieron paradas en Weston-super-Mare (en lugar de evitar la ciudad corriendo en la línea principal original) y en 1960 muchos expresos de Paddington a Brístol continuaron hasta Weston-super-Mare. La ciudad había sido popular durante mucho tiempo como destino de excursiones, y el 8 de abril de 1914 se abrió una nueva estación allí, principalmente para terminar trenes de vacaciones y excursiones; adyacente a la estación principal, fue simplemente un desarrollo del andén para excursionistas en la estación terminal (del ramal) original: no recibió un nombre distinto, Weston-super-Mare Locking Road, hasta 1930. Cerró el 6 de septiembre de 1964. La estación principal se denominó "Weston-super-Mare General" hasta el 20 de septiembre de 1953, y luego volvió a llamarse simplemente "Weston-super-Mare", recuperando el sufijo desde el 6 de mayo de 1958 hasta el 6 de septiembre de 1964.
Después de las vacaciones de 1945, el tráfico a Devon y Cornwall se desarrolló considerablemente, y el tráfico en la línea del B&ER se congestionó, con volúmenes crecientes de circulaciones desde las Midlands y el Norte; pero a mediados de la década de 1960, los viajes en tren a las vacaciones en Gran Bretaña disminuyeron rápidamente y los trenes de mercancías anteriores casi desaparecieron, especialmente en la sección de Brístol a Taunton. Sin embargo, desde 1994 esa ruta ha revivido con un servicio frecuente operado (2014) por Arriva UK Trains bajo la subsidiaria CrossCountry Trains. Al oeste del cruce de Cogload se mantienen los servicios con destino a y desde Londres.
El bucle Weston-super-Mare continúa en funcionamiento para el tráfico local de pasajeros, aunque ese volumen ha disminuido considerablemente. Se dan detalles más completos en el artículo Línea de Brístol a Exeter.
La línea de Exeter y Crediton, supeditada al B&ER desde el principio, también permanece abierta como parte de un ramal rural. Los servicios de pasajeros se operan bajo la marca Tarka Line.
La línea formada por el Ferrocarril de Somerset Oeste y Minehead cerró, pero reabrió como un ferrocarril patrimonial, también con el nombre de Ferrocarril Somerset Oeste.

## Características de ingeniería

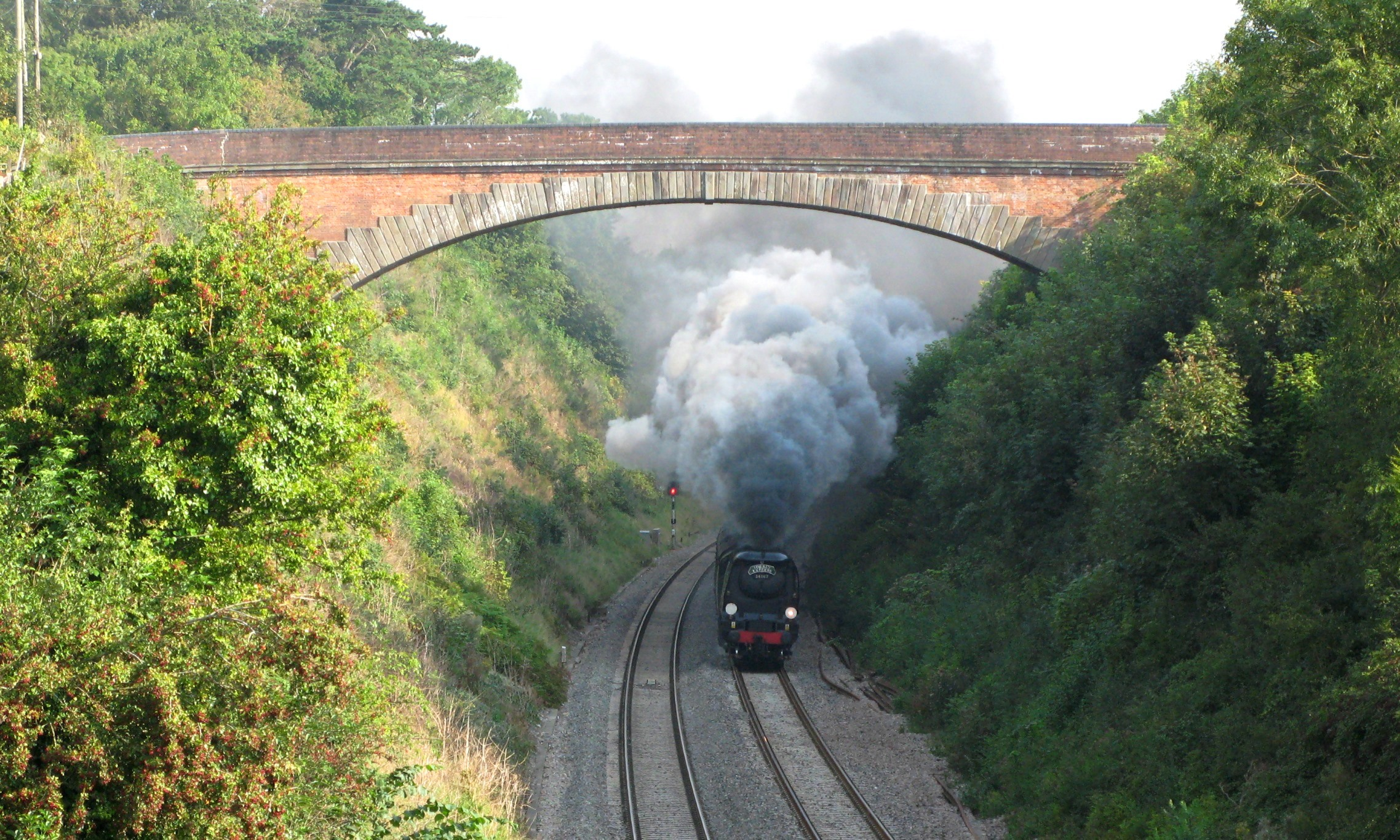
Puente del Diablo en Uphill

William Gravatt fue el ingeniero de obra durante la construcción entre Brístol y White Ball (cerca de Wellington (Somerset); generalmente escrito como "Whiteball" en las publicaciones ferroviarias). William Froude supervisó la sección desde allí hasta Exeter.
Al sur de Weston-super-Mare, la línea cruza el extremo occidental de Mendip Hills, en Uphill, a través de un profundo desmonte atravesado por un puente de arco de mampostería de 115 pies (35,1 m) de luz, conocido localmente como el puente del Diablo, que está construido entre las paredes rocosas. Cruza el desmonte de Bleadon Hill y fue "el mejor y más alto ejemplo de este tipo de estructura". Es un Elemento Patrimonial Catalogado de Grado II. A continuación, la línea se dirige hacia el sur, cruzando Somerset Levels.
En Bridgwater, se construyó un puente retráctil en 1871, diseñado por sir Francis Fox. Llevaba un ramal industrial corto sobre el río Parrett hasta los muelles, pero el puente tenía que ser móvil para permitir que los barcos avanzaran río arriba. Una sección de 80 pies (24,4 m) de la vía férrea al este del puente podía moverse lateralmente, de modo que las vigas principales de 127 pies (38,7 m) pudieran retraerse, creando un canal navegable de 78 pies (23,8 m) ancho. Fue operado manualmente durante los primeros ocho meses, y luego impulsado por una máquina de vapor, volviendo a la operación manual en 1913, cuando la máquina de vapor falló. El puente se abrió por última vez en 1953, y la sección transversal se demolió en 1974, pero la protesta pública se tradujo en que el puente se incluyera como monumento planificado, y el resto del puente se mantuvo. Posteriormente se utilizó como cruce de carreteras, hasta la construcción del puente vial Chandos junto a él, y ahora solo es utilizado por peatones. Partes de la máquina de vapor se trasladaron al Museo Westonzoyland Pumping Station en 1977. El puente ahora es un monumento catalogado de Grado II*.
La línea principal cruzaba el río Parrett justo al sur de Bridgwater por el puente de Somerset, con un tramo de 100 pies (30,5 m) pero una elevación de 12 pies (3,7 m), la mitad que la del puente ferroviario de Maidenhead. El trabajo comenzó en 1838 y se completó en 1841. Brunel dejó la cimbra en su lugar mientras los cimientos aún se estaban asentando, pero en 1843 hubo que responder a las quejas de que se estaba interfiriendo con la navegación. Dijo que "aunque el arco en sí todavía está perfecto, el movimiento de los cimientos ha continuado ... y las cimbras, en consecuencia, se han mantenido en su lugar. [Según instrucciones] de los Directores, se están adoptando medidas para permitirnos eliminar estas cimbras inmediatamente, lo que obligará a sacrificar el presente arco."
Brunel demolió el arco de ladrillo y lo reemplazó por un arco de madera, que a su vez fue reemplazado en 1904 por un puente de vigas de acero.
En Taunton se encauzó el río Tone para evitar la necesidad de realizar dos puentes muy seguidos. Al oeste de Taunton, se necesitaban pendientes de 1 en 80 para cruzar las Blackdown Hills y en la cumbre en la frontera de Somerset-Devon se construyó el túnel de Whiteball, con una longitud de 1092 yardas (998,5 m).
William Froude, ingeniero de obra de la sección occidental de la línea principal, desarrolló un método empírico para diseñar curvas de radio variable e introdujo un diseño alternativo para los puentes arco oblicuos de mampostería adoptando una disposición helicoidal e las hiladas, procedimiento empleado en Rewe y Cowley Bridge Junction, cerca de Exeter.

## Topografía
Después de salir de Bristol, la línea principal se tendió con curvas y pendientes suaves hasta Taunton. Se presenta una cumbre leve en Flax Bourton que corta la línea generalmente nivelada, en parte atravesando los Somerset Levels, corriendo al noroeste de las Mendip Hills y al sureste de las Quantock Hills. A partir de Taunton, los desniveles son mayores, con alguna curvatura más pronunciada. La línea cruza el flanco de las Blackdown Hills. Hay una cumbre en Whiteball, a la que se llega mediante un ascenso de diez millas (16 km) desde Taunton, que se endurece típicamente a una pendiente de 1 en 80 en las 3 millas (4,8 km) finales. En dirección ascendente, la subida es prácticamente continua desde Exeter hasta Whiteball, con pendientes moderadas hasta Cullompton, luego endureciéndose a 1 en 155, con un tramo final de 2 millas (3,2 km) donde la pendiente alcanza 1 en 115.

## Aperturas de líneas y estaciones
Nota: las aperturas posteriores al final de la existencia independiente del B&ER en 1876 se muestran en cursiva.
- Línea principal (abierta a Bridgwater en 1971; a Taunton en 1842; a Beam Bridge en 1843; y a Exeter en 1844)
  - Brístol; reemplazada por la estación de Temple Meads junto con el GWR el 6 de julio de 1874
  - Bedminster; se abrió en 1871
  - Parada de Parson Street; inaugurado el 29 de agosto de 1927; rebautizada como Parson Street en noviembre de 1933
  - Ashton; cerrada en enero de 1856; reabierta como Long Ashton el 12 de julio de 1926; cerrada el 6 de octubre de 1941
  - Bourton; abierta en 1860; rebautizada como Flax Bourton el 1 de septiembre de 1888; reubicada 440 yardas (402,3 m) al oeste el 2 de marzo de 1893; cerrada el 2 de diciembre de 1963
  - Nailsea; rebautizada como Nailsea y Backwell el 1 de mayo de 1905; rebautizada como Nailsea el 6 de mayo de 1974
  - Clevedon Road; rebautizada como Yatton en 1847
  - Banwell; rebautizada como Worle el 3 de agosto de 1869; rebautizada como Puxton el 1 de marzo de 1884; rebautizada como Puxton y Worle el 1 de marzo de 1922; cerrada el 6 de abril de 1964; se reabrió a una corta distancia al oeste en 1990
  - Weston Junction; cerrada el 1 de marzo de 1884
  - Bleadon y Uphill; se abrió en 1871; renombrada Bleadon y Uphill 1872; cerrada el 5 de octubre de 1964
  - Brent Knoll; se abrió en 1875; cerrada el 4 de enero de 1971
  - Highbridge
  - Dunball; se abrió en 1873; rebautizado como Dunball Halt el 6 de noviembre de 1961; cerrado el 5 de octubre de 1964
  - Bridgwater
  - Durston; abierta el 1 de octubre de 1853; cerrada el 5 de octubre de 1964
  - Taunton
  - Norton Fitzwarren; abierta el 1 de junio de 1873; cerrada el 30 de octubre de 1961
  - Wellington; cerrada el 5 de octubre de 1964
  - Beambridge; términal temporal; cerrada en 1844
  - Burlescombe; abrió en 1867; cerrada el 5 de octubre de 1964
  - Sampford-Peverell; inaugurada el 9 de julio de 1928; cerrada el 5 de octubre de 1964; reabierta como Tiverton Parkway el 12 de mayo de 1986
  - Tiverton Road; rebautizada como Tiverton Junction el 12 de junio de 1848; cerrada el 11 de mayo de 1986
  - Cullompton; cerrada el 5 de octubre de 1964
  - Hele; renombrada Hele y Bradninch 1867; cerrada el 5 de octubre de 1964
  - Silverton; abierta el 1 de noviembre de 1867; cerrada el 5 de octubre de 1964
  - Stoke Canon; se abrió en 1860; reubicada al sur el 2 de julio de 1894; cerrada el 13 de junio de 1960
  - Exeter.[nota 13]
- Sucursal de Portishead (desde Portishead Junction; inaugurada el 18 de abril de 1867. Trabajada por B&ER).
  - Detalle de la estación dado en el artículo del Ferrocarril de Portishead
- Sucursal de Clevedon (De Yatton; inaugurada el 28 de julio de 1847; cerrada el 3 de octubre de 1966).
  - Clevedon
- Línea de Cheddar Valley (desde Yatton; también conocida como Strawberry Line).
  - Lista de estaciones dada en el artículo de la Línea de Cheddar Valley
- Sucursal Weston-super-Mare (desde Weston Junction; inaugurada el 14 de junio de 1841; cerrada el 1 de marzo de 1884; reemplazada por el bucle Weston-super-Mare)
  - Weston-super-Mare
- Circuito Weston-super-Mare ("Inaugurado por el GWR el 1 de marzo de 1884". (Incluido aquí debido a su íntima conexión con la línea principal del B&ER).
  - Worle; abierta el 1 de marzo de 1884; cerrada el 2 de enero de 1922
  - Weston Milton Halt; inaugurada el 3 de julio de 1933
  - Weston-super-Mare
- Ramal de Yeovil (desde Durston)
  - Lista de estaciones dada en el artículo de la Línea de Yeovil a Taunton.
- Ramal de Chard (desde Creech St Michael. Abierto a pasajeros el 11 de septiembre de 1866 y a mercancías en marzo de 1867. Cerrado a pasajeros en 1962 y al tráfico de mercancías en 1966).
  - Lista de estaciones dada en el artículo de la Línea de Chard Branch.
- Ramal de Tiverton (desde Tiverton Junction. Inaugurado el 12 de junio de 1848. Cerrado el 5 de octubre de 1964).
  - Halberton Halt; inaugurada el 5 de diciembre de 1927
  - Tiverton
- Ramal de Minehead (desde Watchet Junction, posteriormente Norton Fitzwarren; abierto a Watchet el 31 de marzo de 1862 y extendido a Minehead el 16 de julio de 1874. Operado por el B&ER. Cerrado en 1971 y reabierto en 1976 como línea patrimonial).
  - Lista de estaciones dada en el artículo del Ferrocarril de Somerset Oeste.
- Ramal de Barnstaple (desde Watchet Junction; abierto hasta Wiveliscombe el 8 de junio de 1871 y luego a Barnstaple el 1 de noviembre de 1873. Operado por el B&ER. Cerrado en 1966).
  - La lista de estaciones figura en el artículo del Ferrocarril de Devon y Somerset.

## Locomotoras

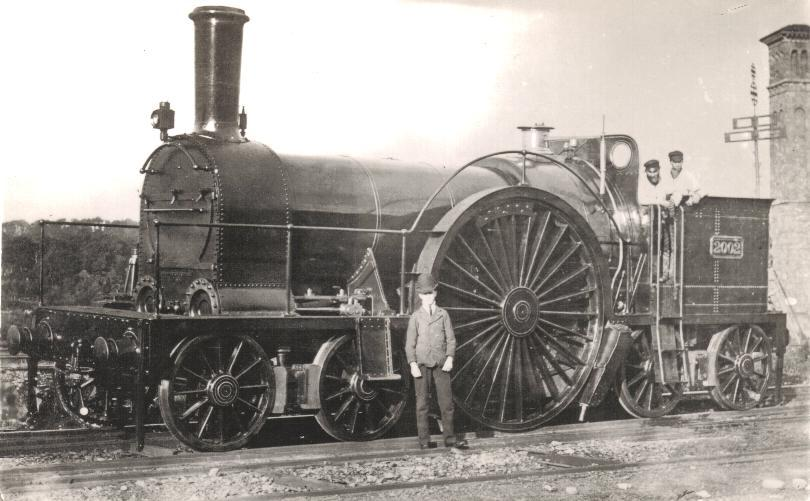
Locomotora Pearson 4-2-4T en Exeter (1876)

Las locomotoras para el ferrocarril fueron proporcionadas por el Great Western Railway hasta que terminó su acuerdo de trabajo el 1 de mayo de 1849, después de lo cual el Bristol y Exeter empleó sus propias locomotoras. Se habilitaron depósitos de locomotoras en las principales estaciones y en algunos ramales, y se establecieron unos talleres en Brístol en septiembre de 1854.
Charles Hutton Gregory fue responsable de las locomotoras hasta mayo de 1850, cuando James Pearson fue nombrado ingeniero de locomotoras. Diseñó varias clases de locomotoras tanque, incluidas sus distintivas grandes locomotoras 4-2-4T, presentadas en 1854.

## Lecturas relacionadas
- Oakley, Mike (2007). Devon Railway Stations. Wimborne: The Dovecote Press. ISBN 978-1-904-34955-6. (para la nota sobre Exeter St Davids arriba).